# Колосов, Александр Дмитриевич
Александр Дмитриевич Колосов (1913 — неизвестно) — советский футболист.
Начал карьеру в сталинградском «Динамо» в 1938 году. После окончания боёв за Сталинград в 1943 году принял участие в матче «На руинах Сталинграда» против московского «Спартака».
С 1946 по 1950 год играл в высшем дивизионе СССР за сталинградское «Торпедо», проведя на этом уровне 91 матч и забив 3 гола.
После вернулся в «Динамо», где и завершил карьеру игрока в 1953 году.